# Maria Amèlia Pedrerol i Busquets
Maria Amèlia Pedrerol i Busquets (Barcelona, 25 de juny de 1950), és especialista en psicologia clínica i psicoanalista, llicenciada en filosofia i lletres, en la secció de psicologia. Va ser una cantant relacionada amb la Nova Cançó, la més jove de Els Setze Jutges i el seu membre número dotze.

## Biografia
Maria Amèlia Pedrerol va iniciar la seva etapa estudiantil a Barcelona, on va cursar els estudis primaris i batxillerat.
Gràcies als seus estudis de piano i la seva afició a cantar i tocar la guitarra, influenciats per una de les seves tietes, va conèixer Josep Maria Espinàs, que l’animà a incorporar-se al grup dels Setze Jutges i passar a formar part del moviment conegut com la nova cançó.
L’any 1965 va debutar al grup amb el número 12 en un recital a les franqueses del Vallès. De totes maneres l’any anterior, ja havia actuat al CICF, el 28 de novembre de 1964, però encara no formava part dels setze Jutges.
Aquell mateix any, enregistra el seu primer disc (4 cançons dels 14 anys, 1965), un EP que aplega quatre composicions pròpies: D’una vella xemeneia, Nocturna, Camperola i Quan plou. Aportant un aire juvenil al grup.
L'any següent publica un LP de 25 cm. (Recital Maria Amèlia Pedrerol), amb vuit temes, quatre de propis: Els vells, Fent Camí, Pluja i Saber el perquè, i quatre cançons franceses traduïdes per Delfí Abella i Josep Maria Espinàs: Que bé que s’hi està!, Per què aquests canons, El burro que fa de burro i L’amor a ple sol.
La seva última aportació a la música vas ser el 1967, participant en un EP titulat El nadal no té 20 anys, juntament amb Maria del Mar Bonet, Lluís Llach i Pau i Jordi. En aquest EP va interpretar la peça Estable i palau.
Amb la dissolució del grup, Maria Amèlia Pedrerol va deixar de produir música i, el dia 1 de gener de 1970, amb tan sols 19 anys, es casà.
El 13 d'abril de 2007, el grup de cantants en el seu conjunt va rebre la Medalla d'Honor del Parlament de Catalunya, en reconeixement de la seva tasca en favor de la cultura i la llengua catalanes.
Va poder dedicar temps als seus estudis de psicologia, llicenciant-se en filosofia i lletres de la selecció de psicologia i especialitzant-se en psicologia clínica i psicoanalítica. Aquesta carrera l’ha permès dedicar-se professionalment en l’atenció psicològica de nens adolescents i adults.
5 anys més tard participa escrivint el pròleg del llibre Els setze jutges: crònica tendra i irònica d’un país, publicat l’octubre del 2012.
El març del 2019 publica la novel·la El brogit del silenci, relacionada amb la desprotecció infantil i els silencis que no paren de fer-se sentir i que no deixen viure. Cegueses que no es veuen, però que tenen efectes ben visibles.